# Podział administracyjny Grenady
Uzasadnienie: Ten artykuł jest bardzo krótki, a na stronie Grenada brakuje informacji o podziale administracyjnym (jest tylko link do tego artykułu).

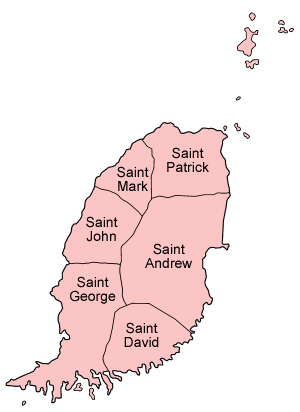
Podział Grenady na parafie

Grenada dzieli się na sześć parafii:
1. Saint Andrew
2. Saint David
3. Saint George
4. Saint John
5. Saint Mark
6. Saint Patrick

Poza tym wyspy: Carriacou i Mała Martynika położone na północnym wschodzie kraju posiadają wspólnie status dependencji.